# Pseudepicausta quadrisetosa
Pseudepicausta quadrisetosa är en tvåvingeart som först beskrevs av Meijere 1911.  Pseudepicausta quadrisetosa ingår i släktet Pseudepicausta och familjen bredmunsflugor. Inga underarter finns listade i Catalogue of Life.